# ستيفن أنجيلو وايت
ستيفن أنجيلو وايت (بالإنجليزية: Steven A. White)‏ هو ضابط أمريكي، ولد في 18 سبتمبر 1928 في مقاطعة لوس أنجلوس في الولايات المتحدة.